# Игерсхайм
Игерсхайм (нем. Igersheim) — община в Германии, в земле Баден-Вюртемберг.
Подчиняется административному округу Штутгарт. Входит в состав района Майн-Таубер. Население составляет 5653 человека (на 31 декабря 2010 года). Занимает площадь 42,84 км².

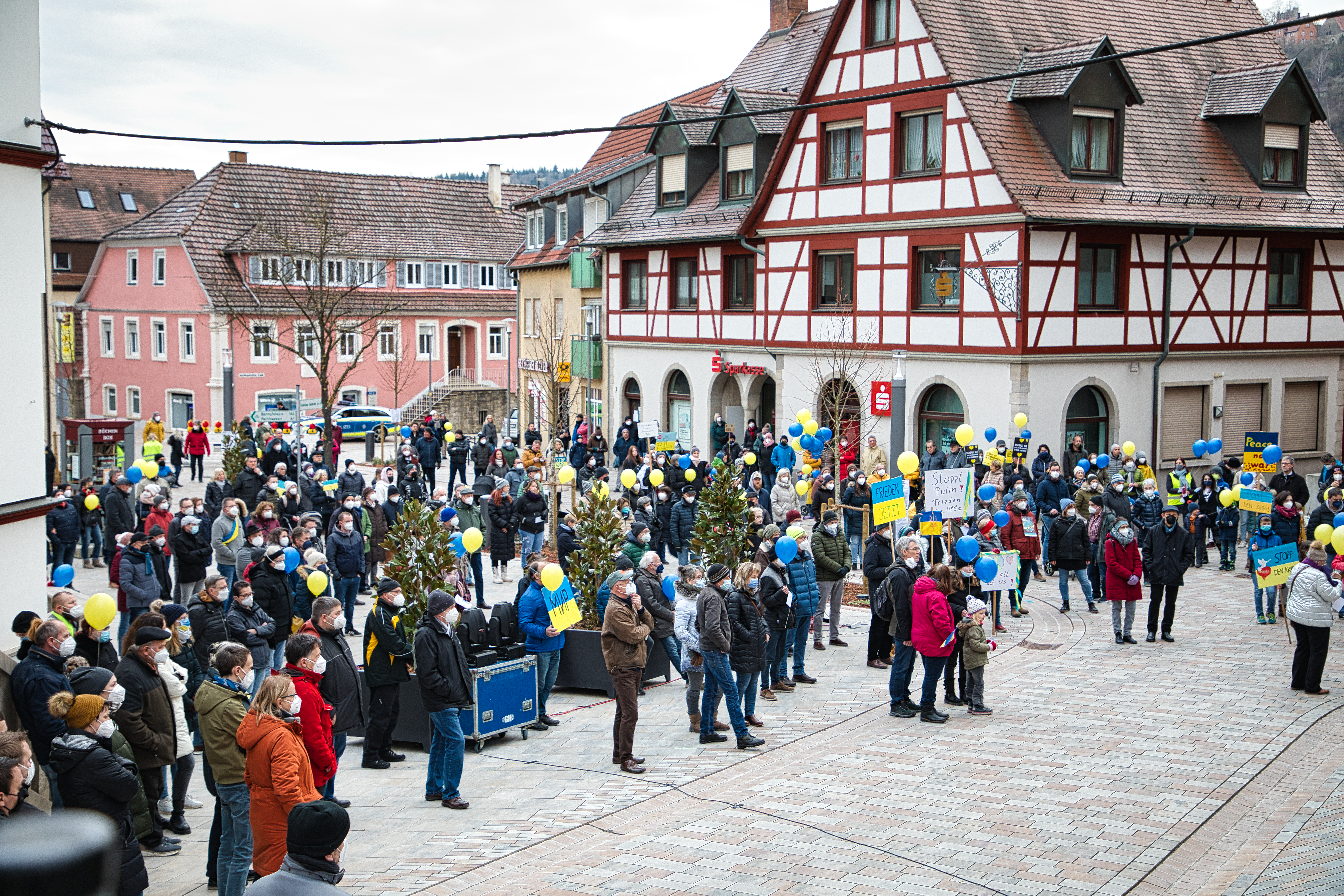
Площадь Мёлерплац в Игерсхайме 5 марта 2022 года во время митинга солидарности с Украиной после полномасштабного вторжения российских войск в Украину (ещё фото Игерсхайма)